# Albrunnicola
Albrunnicola is een geslacht van uitgestorven kreeftachtigen uit de klasse van de Ostracoda (mosselkreeftjes).

## Soorten
- Albrunnicola bengtsoni Hinz-Schallreuter, 1993 †
- Albrunnicola chinensis (Shu, 1990) Hinz-Schallreuter, 1993 †
- Albrunnicola oelandicus (Andres, 1969) Martinsson, 1979 †